# HD 33224
HD 33224，又名BD-08 1037，SAO 131806、HR 1671，是一颗恒星，视星等为5.78，位于銀經208.95，銀緯-26.83，其B1900.0坐标为赤經5h 3m 32.7s，赤緯-8° -26.83′ 42″。